# Заліщицька районна рада
Заліщицька районна рада — колишній орган місцевого самоврядування у Заліщицькому районі Тернопільської області з центром у місті Заліщики.

## Історія
Районна рада утворена у вересні 1939[джерело?].
17 грудня 2020 року ліквідована шляхом приєднання до Чортківської районної ради.

## Депутатський склад з 2010 року
- ВО «Свобода»
- РО ВО «Батьківщина»
- РО політичної партії «Фронт змін»
- РО ВО «Наша Україна»
- РО «Демократична партія України»
- РО «Української народної партії»
- Політична партія «Сильна Україна»
- РО «Народний Рух України»
- РО партії промисловців і підприємців України
- РО партії «Рідна Вітчизна»
- РО «Народна партія України»
- Позафракційні